# Steele Johnson
Steele Alexander Johnson (Indianápolis, 16 de junio de 1996) es un deportista estadounidense que compitió en saltos de plataforma. Participó en los Juegos Olímpicos de Río de Janeiro 2016, obteniendo una medalla de plata en la prueba sincronizada (junto con David Boudia).

## Palmarés internacional
| Juegos Olímpicos | Juegos Olímpicos        | Juegos Olímpicos | Juegos Olímpicos       |
| Año              | Lugar                   | Medalla          | Prueba                 |
| ---------------- | ----------------------- | ---------------- | ---------------------- |
| 2016             | Río de Janeiro (Brasil) | Medalla de plata | Plataforma 10 m sincro |